# Чокин, Алихан Ризаевич
Алиха́н Риза́евич Чо́кин (каз. Әлихан Ризаұлы Шокин; 25 октября 1925 год, Баянаульский район, Павлодарская область — 29 ноября 1996 год, Алма-Ата) — советский и казахстанский гигиенист, историк медицины, педагог. Доктор медицинских наук (1968), профессор (1970). Основатель кафедры истории медицины КазНМУ им. С. Д. Асфендиярова. Сын партийного деятеля Р. Ч. Чокина, племянник академика Ш. Ч. Чокина.

## Биография
Родился в ауле № 10 Баянаульского района Павлодарской области. Происходит из подрода Айдабол рода Суйиндык племени Аргын Среднего жуза.
Участвовал в Великой Отечественной войне, был дважды награждён Орденом Отечественной войны 1-й степени, был тяжело ранен, ему ампутировали руку. В 1949 году вступил в ряды КПСС.
В 1950 году окончил Алма-Атинский государственный медицинский институт (ныне КазНМУ им. С. Д. Асфендиярова). В 1950—1958 годы был аспирантом, а затем ассистентом кафедры организации здравоохранения и истории медицины.
В 1958—1968 годы — доцент данной кафедры. В 1968 году получил учёную степень доктора медицинских наук, а в 1970 году стал профессором.
В 1969 году организовал в АГМИ кафедру истории медицины и был её заведующим до 1987 года. С 1987 по 1993 годы возглавлял кафедру общественного здравоохранения того же института.

## Научные исследования
Алиханом Чокиным были впервые обобщены материалы по истории медицины и социальной гигиене в Казахстане.

## Награды
- 2 ордена Отечественной войны 1-й степени
- Орден «Знак Почёта»